# Uroecobius ecribellatus
Uroecobius ecribellatus är en spindelart som beskrevs av Kullmann och Zimmermann 1976. Uroecobius ecribellatus ingår i släktet Uroecobius och familjen Oecobiidae. Inga underarter finns listade i Catalogue of Life.